# Campbell-Napier-Railton Blue Bird
Pour les articles homonymes, voir Bluebird.
La Campbell-Napier-Railton Blue Bird est un modèle unique de voiture de course créé en 1931. Pilotée par Malcolm Campbell, elle est à l'origine de plusieurs records de vitesse terrestre.
Après la Golden Arrow d'Henry Segrave, il était clair que la Napier-Campbell Blue Bird devait recevoir un plus gros moteur, avec un châssis et une transmission à la hauteur. Un Napier Lion VIID turbocompressé fut employé, trois fois plus puissant que celui de la précédente Blue Bird et largement supérieur au Lion VIIA non compressé de la Golden Arrow de 900 cv. Ce n'était pas le premier usage de moteurs turbocompressés dans une voiture de record de vitesse, mais c'était le premier moteur d'origine aéronautique de grande cylindrée à être turbocompressé. L'aileron stabilisateur vertical innovatif de la Golden Arrow fut aussi repris, une première pour Campbell. 
Segrave se tua dans une tentative de record sur l'eau pendant que Campbell cherchait de nouveaux lieux pour les courses de records en Afrique du Sud. À son retour, Campbell partit pour Daytona avec la nouvelle Blue Bird, inquiété par les tentatives américaines de record. Segrave, après tout, était au moins Britannique. Le 5 février 1931, il poussa le record à 396 km/h, largement acclamé par le public. À son retour, il découvrit qu'il allait être anobli et nommé Sir Malcolm Campbell. Un an plus tard, il revint pour encore améliorer son record à 404 km/h. Ce record tint un an avant qu'il ne le batte au volant de sa nouvelle voiture, la Campbell-Railton Blue Bird.